# Ramón Mestre
Ramón Bautista Mestre, argentinski politik, * 21. avgust 1937, San Juan, Argentina, † 6. marec 2003, Córdoba.
Med marcem in decembrom 2001 je bil minister za notranje zadeve Argentine. Pred tem je deloval med drugim kot župan mesta Córdoba (1983–1991) in guverner istoimenske argentinske province (1995–1999).